# Howard P. Robertson
Howard Percy "Bob" Robertson (27 tháng 1 năm 1903 – 26 tháng 8 năm 1961) là một nhà toán học và nhà vật lý học người Mỹ nổi tiếng với những đóng góp liên quan đến vũ trụ học vật lý và nguyên lý bất định. Ông là giáo sư khoa vật lý toán học tại Viện Công nghệ California và Đại học Princeton.
Robertson có những đóng góp quan trọng cho toán học của cơ học lượng tử, thuyết tương đối rộng và hình học vi phân. Áp dụng thuyết tương đối vào vũ trụ học, ông đã độc lập phát triển khái niệm vũ trụ đang giãn nở. Tên của ông thường được gắn liền với hiệu ứng Poynting–Robertson, quá trình do bức xạ mặt trời tạo ra một lượng bụi quay quanh một ngôi sao làm mất mô men động lượng, mà ông cũng mô tả theo thuyết tương đối rộng.
Trong Thế chiến II, Robertson làm việc trong Ủy ban Nghiên cứu Quốc phòng (NDRC) và Văn phòng Nghiên cứu và Phát triển Khoa học (OSRD). Ông từng là Tư vấn Kỹ thuật cho Bộ trưởng Chiến tranh, Sĩ quan Liên lạc OSRD ở Luân Đôn và Trưởng phòng Tư vấn Tình báo Khoa học tại Bộ Tư lệnh Tối cao Lực lượng Viễn chinh Đồng Minh.
Sau chiến tranh, Robertson là giám đốc của Nhóm Thẩm định Hệ thống Vũ khí thuộc Văn phòng Bộ Quốc phòng từ năm 1950 đến 1952, Chủ tịch Ban Robertson về UFO năm 1953 và Cố vấn Khoa học cho Tư lệnh Tối cao Đồng Minh châu Âu NATO (SACEUR) năm 1954 và 1955. Ông là Chủ tịch Ban Khoa học Quốc phòng từ năm 1956 đến 1961 và là thành viên Ủy ban Cố vấn Khoa học của Tổng thống (PSAC) từ năm 1957 đến 1961.

## Thiếu thời
Howard Percy Robertson, chào đời ở Hoquiam, Washington, vào ngày 27 tháng 1 năm 1903, là con trưởng trong số năm người con của George Duncan Robertson, một kỹ sư xây dựng những cây cầu ở tiểu bang Washington, và Anna McLeod, một y tá. Cha ông mất khi ông mới 15 tuổi, nhưng mặc dù số tiền còn ít ỏi, cả năm anh chị trong gia đình đều theo học đại học. Ông vào Đại học Washington ở Seattle vào năm 1918, ban đầu với ý định học ngành kỹ thuật, nhưng sau đó ông chuyển sang toán học. Ông có bằng cử nhân khoa học về toán học năm 1922 và thạc sĩ khoa học về toán học và vật lý vào năm 1923.
Năm 1923, Robertson kết hôn với Angela Turinsky, một sinh viên triết học và tâm lý học tại Đại học Washington. Họ có hai người con: George Duncan, trở thành bác sĩ phẫu thuật và Marietta, sau lấy nhà sử học thuộc Viện Công nghệ California (Caltech) Peter W. Fay. Tại Đại học Washington, ông còn gặp Eric Temple Bell, người đã khuyến khích ông theo đuổi toán học tại Caltech. Robertson đã hoàn thành luận án tiến sĩ về toán học và vật lý vào năm 1925 dưới sự giám sát của Harry Bateman, mang tên "On Dynamical Space-Times Which Contain a Conformal Euclidean 3-Space".
Sau khi được cấp bằng tiến sĩ, Robertson nhận được Học bổng từ Hội đồng Nghiên cứu Quốc gia theo học tại Đại học Göttingen ở Đức, nơi ông gặp David Hilbert, Richard Courant, Albert Einstein, Werner Heisenberg, Erwin Schrödinger, Karl và Martin Schwarzschild, John von Neumann và Eugene Wigner. Ông thấy Max Born không đồng cảm với khái niệm về một vũ trụ đang giãn nở, mà Born coi là "chuyện vô lý". Ông cũng đã dành sáu tháng tại Đại học Ludwig Maximilian ở München, theo học chương trình sau tiến sĩ của Arnold Sommerfeld.

## Toán học
Robertson trở lại nước Mỹ vào năm 1927, và trở thành trợ lý giáo sư toán học tại Caltech. Năm 1928, ông chấp nhận vị trí trợ lý giáo sư vật lý toán học tại Đại học Princeton, rồi lên làm Phó giáo sư năm 1931 và giáo sư năm 1938. Ông đã dành cả năm 1936 nghỉ lễ sabát ở Caltech. Sự quan tâm của ông đối với thuyết tương đối rộng và hình học vi phân đã dẫn đến một loạt các bài báo khoa học trong những năm 1920 giúp phát triển chủ đề này.
Robertson đã viết ba bài báo khoa học quan trọng về toán học của cơ học lượng tử. Bài đầu tiên, viết bằng tiếng Đức, ông đã xem xét hệ tọa độ cần thiết để phương trình Schrödinger có thể giải được. Bài thứ hai xem xét mối quan hệ giữa tính giao hoán và nguyên lý bất định của Heisenberg. Bài thứ ba mở rộng bài thứ hai cho trường hợp m có thể quan sát được. Năm 1931, ông xuất bản bản dịch The Theory of Groups and Quantum Mechanics (Lý thuyết về nhóm và cơ học lượng tử) của Weyl.
Đó là bài bình duyệt ẩn danh năm 1936 của Robertson về một bài báo khoa học được Albert Einstein gửi cho tạp chí Physical Review khiến cho Einstein phải cân nhắc về ý định rút bài báo này.
Tuy nhiên, có lẽ những thành tựu đáng chú ý nhất của Robertson là áp dụng thuyết tương đối vào vũ trụ học. Ông đã độc lập phát triển khái niệm vũ trụ đang giãn nở, có nghĩa là các thiên hà xa xôi nhìn từ Trái Đất sẽ bị dịch chuyển đỏ – một hiện tượng từng được Vesto Slipher xác nhận trước đây
. Robertson tiếp tục áp dụng lý thuyết về các nhóm nối tiếp nhau trong không gian Riemann để tìm kiếm tất cả các giải pháp mô tả những không gian mang tính vũ trụ học. Điều này đã được Arthur Geoffrey Walker mở rộng vào năm 1936 và ngày nay được biết đến rộng rãi ở Mỹ với tên gọi là metric Robertson–Walker.
Một trong những bài báo khoa học mang tính bước ngoặt của Robertson, một ghi chú ngắn gọn trong The Annals of Mathematics, có tựa đề "Note on the preceding paper: The two body problem in general relativity" (Lưu ý ở bài báo khoa học trước đây: Hai vấn đề vật thể trong thuyết tương đối rộng), đã giúp giải quyết vấn đề này trong một mức độ gần đúng vốn không được cải thiện trong suốt nhiều thập kỷ. Tác phẩm trước đó, chẳng hạn như metric Schwarzschild, dành cho một vật thể trung tâm không di chuyển, trong khi giải pháp của Robertson đã xem xét hai vật thể quay quanh nhau. Tuy nhiên, giải pháp của ông đã thất bại trong việc bao gồm bức xạ hấp dẫn, vì vậy các vật thể quay quanh quỹ đạo mãi mãi, thay vì tiếp cận nhau.
Tuy nhiên, tên tuổi của Robertson thường được gắn liền với hiệu ứng Poynting–Robertson, quá trình bức xạ mặt trời gây ra một vệt bụi quay quanh một ngôi sao để mất mô men động lượng. Điều này có liên quan đến áp suất bức xạ tiếp tuyến với chuyển động của hạt. John Henry Poynting đã mô tả nó vào năm 1903 dựa trên thuyết "ether phát quang", được thay thế bởi thuyết tương đối của Einstein. Năm 1937, Robertson đã mô tả hiệu ứng này theo thuyết tương đối rộng.
Robertson đã phát triển thuyết bất biến của tenxơ để rút ra phương trình Kármán–Howarth vào năm 1940, sau này được George Batchelor và Subrahmanyan Chandrasekhar sử dụng trong lý thuyết về nhiễu loạn đối xứng trục để rút ra phương trình Batchelor–Chandrasekhar.

## Thế chiến II
Bên cạnh công việc về vật lý, Robertson còn đóng vai trò trung tâm trong giới tình báo khoa học Mỹ trong và sau Thế chiến II. Ông được Richard Tolman tiếp cận ngay sau khi Thế chiến II bùng nổ vào năm 1939, và bắt đầu làm việc cho Ủy ban Bảo vệ Phòng chống Bom Thụ động. Cơ quan này được sáp nhập vào các nhóm khác trong Phân khu 2 của Ủy ban Nghiên cứu Quốc phòng (NDRC), với Robertson tham gia vào nghiên cứu về đạn đạo đầu cuối.
Năm 1943, Robertson lên làm trưởng phòng liên lạc khoa học Văn phòng Nghiên cứu và Phát triển Khoa học (OSRD) tại Luân Đôn. Ông trở thành bạn thân với Reginald Victor Jones, và Solly Zuckerman ca ngợi công việc mà Robertson và Jones đã làm trong việc hiệu chỉnh chùm radar và đèn hiệu. Năm 1944, Robertson cũng làm Tư vấn Kỹ thuật cho Bộ trưởng Chiến tranh, và Trưởng phòng Cố vấn Tình báo Khoa học tại Bộ Tư lệnh Tối cao Lực lượng Viễn chinh Đồng Minh. Nhờ thông thạo tiếng Đức đã giúp ông thẩm vấn các nhà khoa học Đức, bao gồm các nhà khoa học tên lửa tham gia chương trình tên lửa V-2. Ông được trao tặng Huân chương Quân công vì những đóng góp cho nỗ lực chiến tranh.

## Cuối đời
Sau chiến tranh, Robertson chấp nhận chức giáo sư tại Caltech vào năm 1947. Ông sẽ ở đó cho đến hết sự nghiệp, ngoại trừ thời kỳ phục vụ chính phủ trong thời gian dài. Ông là một nhân viên mật của Cơ quan Tình báo Trung ương và là giám đốc của Nhóm Đánh giá Hệ thống Vũ khí trong Văn phòng Bộ Quốc phòng, Nhóm Đánh giá Hệ thống Vũ khí thuộc Văn phòng Bộ Quốc phòng từ năm 1950 đến 1952, và Cố vấn Khoa học năm 1954 và 1955 cho Tư lệnh Tối cao Đồng Minh châu Âu NATO (SACEUR), Tướng Alfred M. Gruenther. Năm 1953, ông chủ trì Ban Robertson nhằm điều tra một làn sóng báo cáo về UFO vào năm 1952. Ông là Chủ tịch Ban Khoa học Quốc phòng từ năm 1956 đến 1961, và là thành viên Ủy ban Cố vấn Khoa học của Tổng thống (PSAC) từ năm 1957 đến 1961.
Ông là thành viên của Viện Hàn lâm Khoa học Quốc gia, làm thư ký ngoại giao từ năm 1958 cho đến khi ông qua đời năm 1961, Viện Hàn lâm Khoa học và Nghệ thuật Hoa Kỳ, Hội Toán học Hoa Kỳ, Hội Vật lý Hoa Kỳ, Hội Thiên văn học Hoa Kỳ, Hội Triết học Hoa Kỳ, Hội Nghiên cứu Vận trù học, và Hội Toán học Công nghiệp và Ứng dụng.
Tháng 8 năm 1961, Robertson phải nhập viện sau khi bị thương trong một vụ tai nạn xe hơi. Ông bị thuyên tắc phổi và qua đời vào ngày 26 tháng 8 năm 1961. Bỏ lại vợ con một mình. Những bài báo khoa học của ông đều được con gái và con rể tặng lại cho Kho Lưu trữ Caltech vào năm 1971.